# Charles Rohonyi
Charles Rohonyi, né en 1906 à Budapest et mort en 1998 à Waterloo, est un affichiste belge d'origine hongroise.

## Biographie
Charles Rohonyi travaille à partir de 1933 comme assistant dans les studios de cinéma hongrois. Il réalise ses premières affiches en 1936, avec sa femme Alice Der. Nommé professeur à l'école d'art "L'Atelier" en 1948, il travaille la même année à Bruxelles, où il réalise des décorations murales et des affiches pour le pavillon hongrois à la Foire Internationale de Bruxelles. Il reste en Belgique où il va mener toute sa carrière de graphiste.
Il s'installe en 1965 à Waterloo. En 1977, Rohonyi abandonne le graphisme publicitaire pour se consacrer à la création de collages.

## Œuvre
Charles Rohonyi travaille dans tous les domaines du graphisme publicitaire : illustrations et couvertures de livres, emballages, brochures, décorations d'expositions et de foires commerciales, et de nombreuses affiches.

### Affiches
- 1949 : Le Nouveau / GAITY / Music-hall / Cabaret dansant[1]
- 1950 : MACARONI REMY.
- 1950 environ : RASOIR ÉLECTRIQUE / VISSEAUX / rase tout seul.
- 1952 : ADEM / LE FRIGO POUR TOUS / Fr. 4350.
- 1953 environ : TRICIDINE / coupe les maux de gorge….
- 1954 : Un / BYRRH /…vite !.
- 1957 : BOLS.
- 1958 : GAY / BELGIUM / night and day at the / WORLD FAIR / Fly there by SABENA.
- 1962 : Un café = sécurité[2]
- BALLY / pour gens de / choix….
- GINDER-ALE / AAN DE VOET VAN HET ATOMIUM.
- PS / verzekeringen.
- STELLA ARTOIS / HET bier !